# كلاين لاوتيرارورن
كلاين لاوتيرارورن (بالإنجليزية: Klein Lauteraarhorn)‏ هو أحد جبال سلسلة جبال الألب البرنية وجزء من القمة الأم سشريكورن يقع في كانتون برن، سويسرا. يبلغ ارتفاع الجبل حوالي 3737 متر، بينما يبلغ ارتفاع نتوء الجبل 117 متر.